# 陽邑県 (河北省)
陽邑県（ようゆう-けん）は中華人民共和国河北省にかつて存在した県。現在の武安市南西部、陽邑鎮に相当する。
590年（開皇10年）、隋朝により設置され、大業初年に廃止となり、武安県に編入された。